# Comme un chef
Comme un chef es una película francesa de comedia, dirigida por Daniel Cohen.

## Sinopsis
El chef estrella Alexandre Lagarde no se entiende con la nueva dirección de la empresa propietaria de su restaurante, que prefiere apostar por la nueva cocina molecular. Poco a poco, a los miembros del equipo de cocina de Alexandre les ofrecen otros puestos. Lagarde se encuentra desesperado y sin ideas para el nuevo menú que puntuarán los críticos gastronómicos de la Guía. Alexandre necesita inspiración y un nuevo ayudante. Y entonces conoce a Jacky, un aficionado a la alta cocina, autodidacta, obstinado y con mucho, mucho talento.
El joven Jacky Bonnot sueña con triunfar en un gran restaurante. Pero su precaria situación económica le obliga a aceptar trabajos como cocinero que ni siquiera consigue conservar. Un día se cruza en su camino el célebre chef Alexandre Lagarde, cuya acomodada posición se ve amenazada por el grupo financiero propietario de sus restaurantes.

## Reparto
- Jean Reno, como Alexandre Lagarde.
- Michaël Youn, como Jacky Bonnot.
- Raphaëlle Agogué, como Beatrice.
- Julien Boisselier, como Stanislas Matter.
- Santiago Segura, como Juan.
- Salomé Stevenin, como Amandine.
- Serge Lariviere, como Titi.
- Issa Doumbia, como Moussa.
- Bun Hay Mean, como Chang.
- Pierre Vernier, como Paul Matter.